# Michael Oratovsky
Michael Borisovitsj Oratovsky (Russisch: Михаил Борисович Оратовский, Hebreeuws: מיכאל אורטובסקי) (Tiraspol, 3 april 1974) is een Russisch-Israëlische schaker. Hij is sinds 2002 een grootmeester (GM).  
In 1992 werd hij 12e met 6 pt. uit 11 op het door de Wit-Russische schaker Aleksej Aleksandrov (in 1997 grootmeester geworden) met 9 punten gewonnen Europees Schaakkampioenschap voor Junioren, gehouden in Sas van Gent (Zeeland).
In 2019/2020 werd hij 51e, van 117 deelnemers, bij de Rilton Cup; op het daar ook gehouden blitzschaak-toernooi werd hij 60e.